# Opzij-Literaturpreis
Der Opzij-Literaturpreis (niederländisch Opzij Literatuurprijs) ist ein niederländischer Literaturpreis, der an Autorinnen vergeben wird, die in ihrem Werk in besonderer Weise für die Emanzipation von Frauen eingetreten sind.
Der Preis wurde 1979 durch das niederländische Monatsblatt Opzij eingesetzt und hieß bis zum Jahr 2007 Annie Romeinprijs, benannt nach der niederländischen Historikerin und Schriftstellerin Annie Romein-Verschoor (1895–1978). Er wurde zunächst zweijährlich verliehen, ab 2008 dann jährlich.
Der Opzij-Literaturpreis wird einer Autorin für das beste literarische Werk zuerkannt. Das Preisgeld beträgt 5.000 Euro.

## Preisträgerinnen desOpzij-Literaturpreises(ab 2008)
- 2023 – Maral Noshad Sharifi für Citroeninkt[2]

- 2020 bis 2022 Pandemiebedingt nicht verliehen[3]

- 2019 – Roxane van Iperen für ’t Hooge Nest
- 2018 – Etchica Voorn für Dubbelbloed
- 2017 – nicht vergeben
- 2016 – Annelies Verbeke für Dertig dagen[4] (dt. Dreißig Tage)
- 2015 – Niña Weijers für De consequenties[5][6][7]
- 2014 – Saskia De Coster für Wij en ik[8]
- 2012 – Manon Uphoff für De ochtend valt
- 2011 – Hanna Bervoets für Lieve Céline
- 2010 – Jessica Durlacher für De held
- 2009 – Minke Douwesz für Weg
- 2008 – Doeschka Meijsing für Over de liefde[9]

## Preisträgerinnen desAnnie-Romein-Preises(1979 bis 2005)
- 2005 – Maria Stahlie
- 2003 – Mensje van Keulen
- 2001 – Helga Ruebsamen
- 1999 – Marga Minco
- 1997 – Doeschka Meijsing
- 1995 – Hella S. Haasse
- 1993 – Renate Dorrestein
- 1991 – Ethel Portnoy
- 1989 – Hannes Meinkema
- 1987 – Anja Meulenbelt
- 1985 – Éva Besnyő
- 1983 – Andreas Burnier

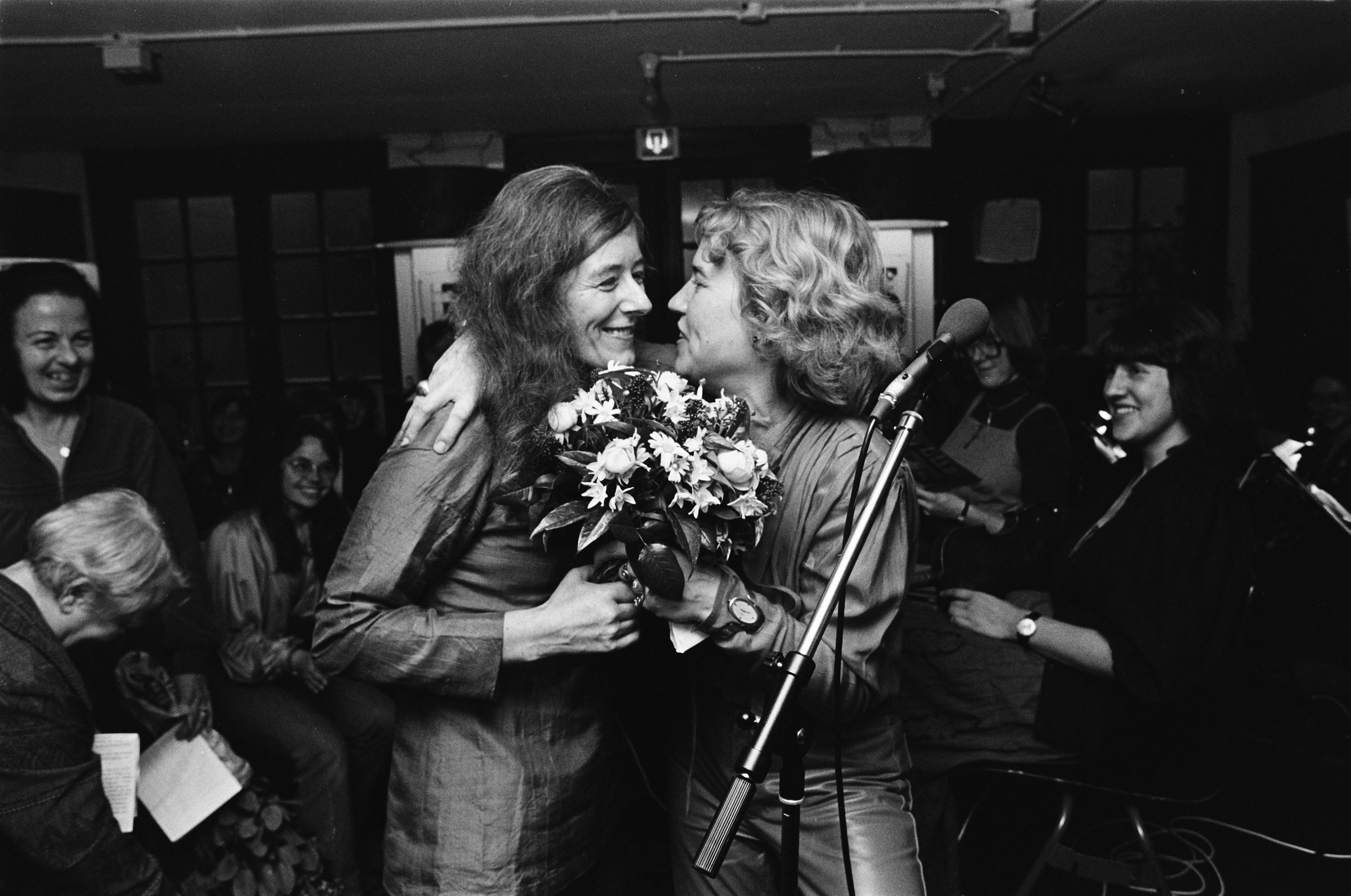
Joke Smit empfängt den Annie Romeinprijs von Anneke Reuvekamp

- 1981 – Redaktion der Zeitschrift LOVER
- 1979 – Joke Smit

## Shortlist
- 2016 – Kim van Kooten für Lieveling, Nicolien Mizee für De halfbroer, Connie Palmen für Jij zegt het, Hagar Peeters für Malva, Inge Schilperoord für Muidhond und Annelies Verbeke für Dertig dagen[10]